# Boris Reitschuster

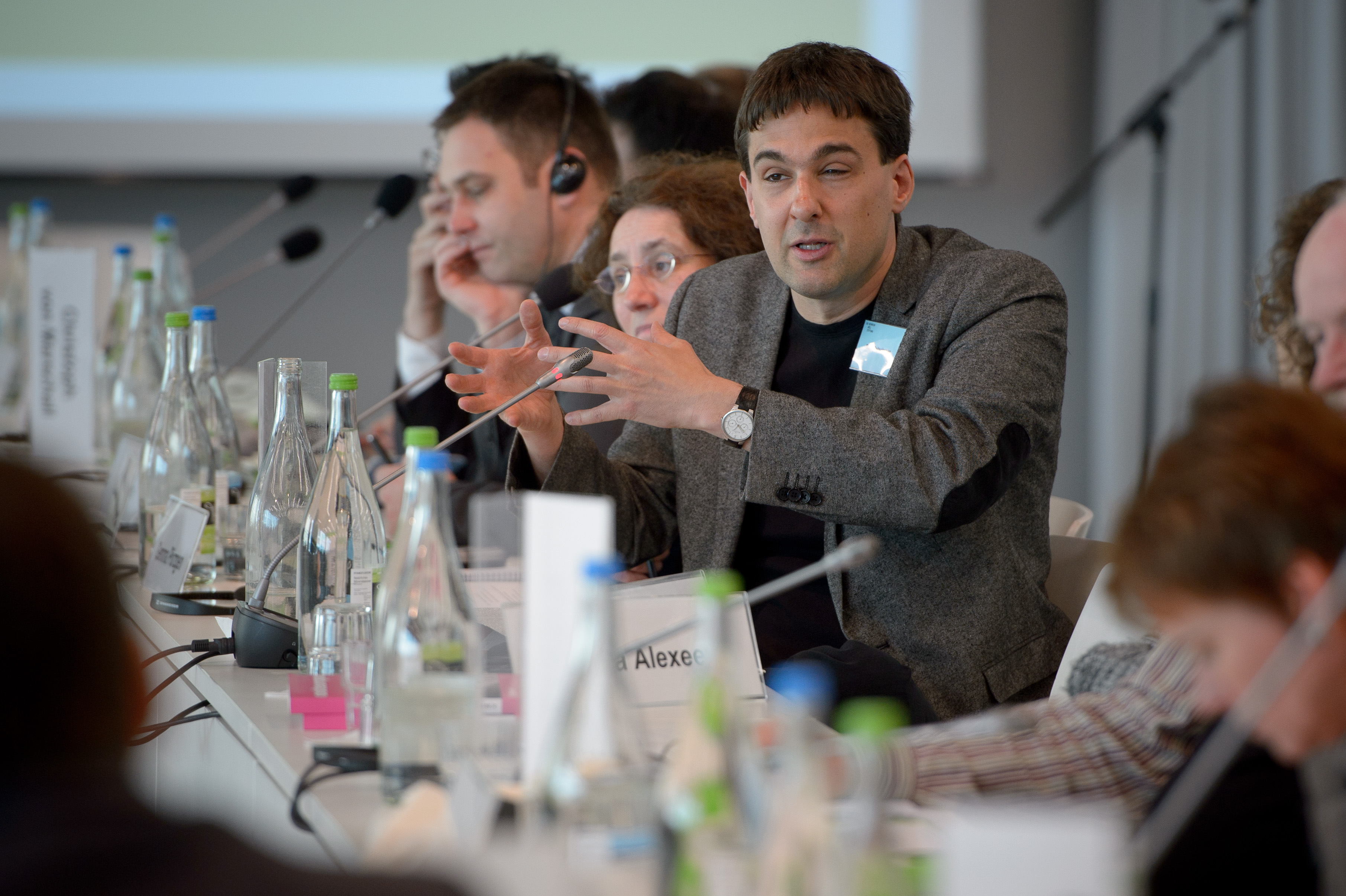
Boris Reitschuster, 2015

Boris Reitschuster (ur. 12 maja 1971 w Augsburgu) – niemiecki dziennikarz i publicysta, rosjoznawca. 

## Życiorys
Po uzyskaniu matury w Gimnazjum św. Szczepana w Augsburgu w 1990 zdał egzamin na tłumacza w Centrum Naukowym Państwowej Szkoły Wyższej Ekonomii i Statystyki w Moskwie. Od 1992 do 1994 pracował jako korespondent Deutsches Allgemeines Sonntagsblatt, Darmstädter Echo i Thüringer Allgemeine w Moskwie, po czym był zatrudniony jako wolontariusz w Augsburger Allgemeine Zeitung, a w latach 1995–1997 w Deutsche Presse-Agentur (dpa) i Agence France Presse (AFP) w Augsburgu i Monachium. Od listopada 1999 do sierpnia 2015 prowadził Biuro Magazynu Focus w Moskwie. 
W 1998 został odznaczony Nagrodą Dziennikarską Związku Wypędzonych w Bawarii, później również Nagrodę Dziennikarską "Andere Zeiten" (2004) i Medalem Fundacji Theodora Heussa (2008). 

## Wybrane publikacje
- Briefe aus einem untergehenden Imperium Dietz Verlag, Berlin 1994, ISBN 978-3-320-01842-9
- Wladimir Putin. Wohin steuert er Russland Rowohlt Berlin, Berlin 2004, ISBN 978-3-87134-487-9 (wydanie polskie Władimir Putin. Dokąd prowadzi Rosję?, Bertelsmann Media, Warszawa 2005, ISBN 83-7391-835-3)
- Putins Demokratur. Wie der Kreml den Westen das Fürchten lehrt Econ, Berlin 2006, ISBN 978-3-430-20006-6
- Der neue Herr im Kreml. Dimitrij Medwedew Econ, Berlin 2008, ISBN 978-3-430-20049-3

### Wydane w Polsce
- Ruski ekstrem. Jak nauczyłem się kochać Moskwę (2010, ISBN 978-83-61444-91-6)
- Ruski ekstrem do kwadratu. Co zostało z mojej miłości do Moskwy? (2012, ISBN 978-83-7705-190-0)